# Isobel Joyce
Isobel Mary Helen Cecilia Joyce (nacida el 25 de julio de 1983) es una exjugadora de críquet irlandesa. Fue capitana de Irlanda en 62 partidos en todos los formatos de los juegos, incluidos dos torneos ICC Women's World Twenty20. Jugó en su último partido con Irlanda en noviembre de 2018, durante el torneo ICC Women's World Twenty20 2018.

## Carrera internacional
Joyce hizo su debut con Irlanda en un One-Day International (ODI) contra India en Milton Keynes en junio de 1999. En abril de 2016, dimitió como capitana del equipo de cricket femenino de Irlanda tras su salida en la fase de grupos del ICC World Twenty20 2016 en India. Fue capitana de Irlanda en 62 partidos en todos los formatos de los juegos, incluidos dos torneos ICC Women's World Twenty20. En 2000, jugó en la Copa Mundial Femenina en Nueva Zelanda.